# Moczyły

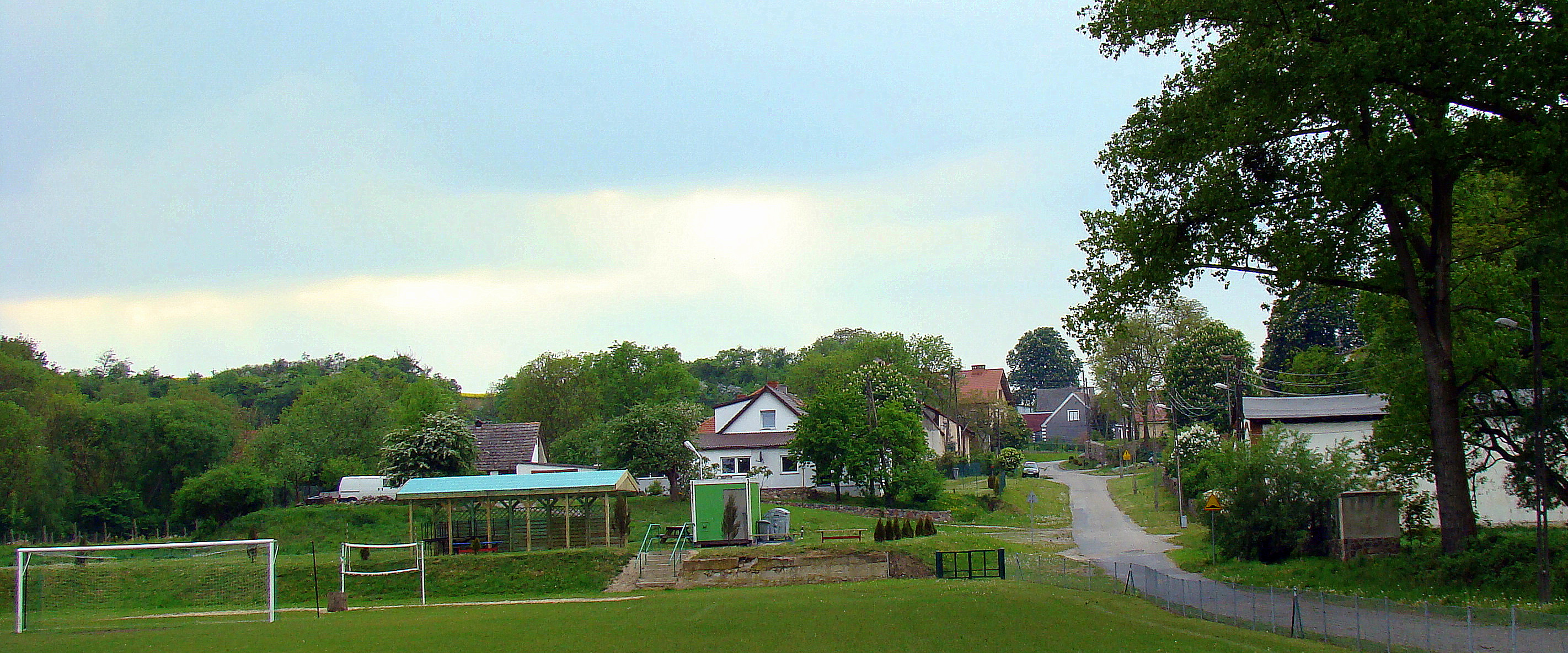
Dorfpanorama (Aufnahme 2009)

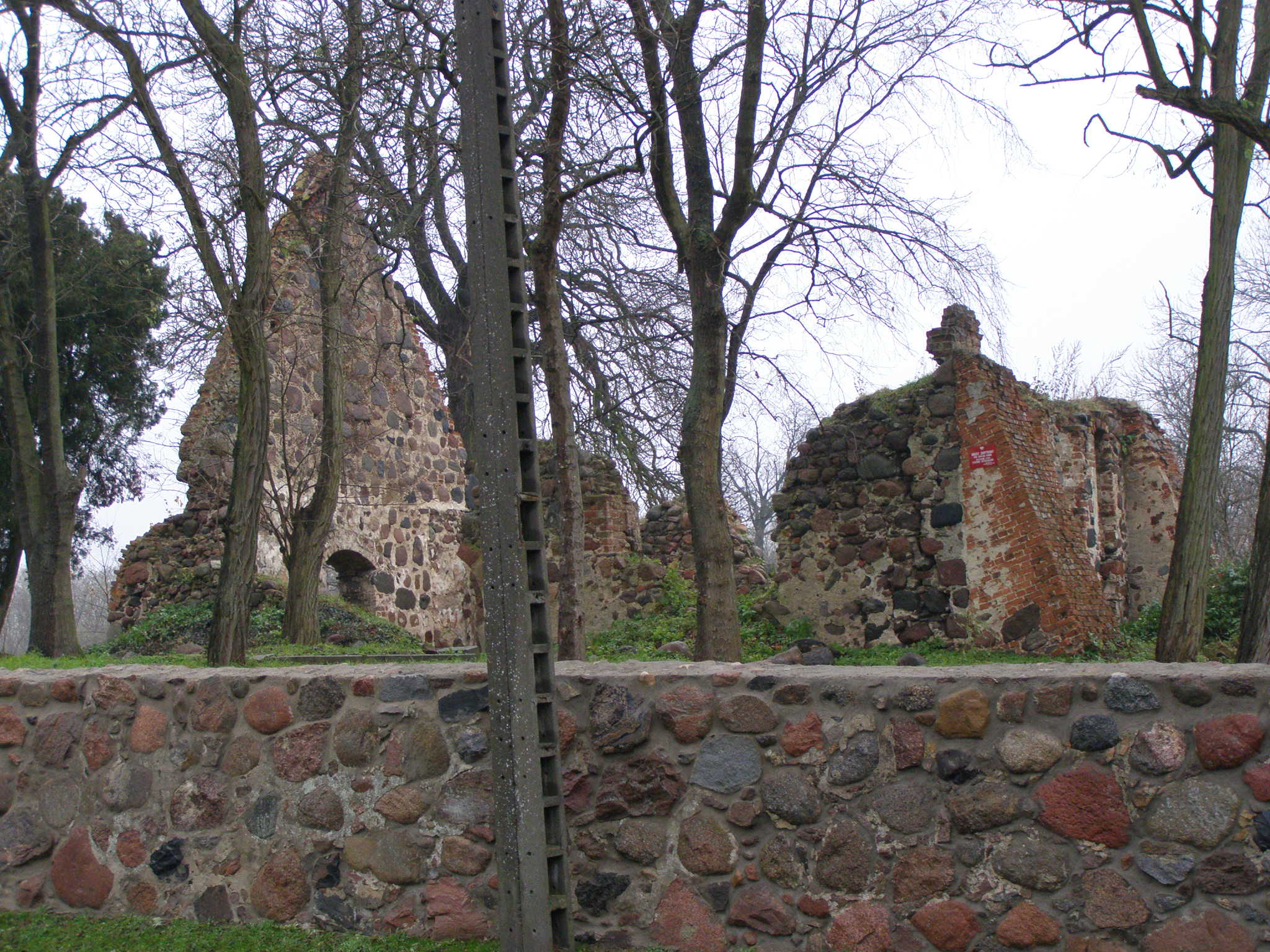
Ruine der Dorfkirche, bis 1945 Gotteshaus der evangelischen Gemeinde Schillersdorf (Aufnahme 2009)

Moczyły (deutsch Schillersdorf) ist ein Dorf im Kreis Police (Pölitzer Kreis) in der polnischen Woiwodschaft Westpommern. Es ist der Gemeinde (Gmina) Kołbaskowo (Kolbitzow) zugeordnet.

## Geographische Lage
Das Dorf liegt in Vorpommern an der West-Oder, etwa 13 Kilometer südwestlich von Stettin und  zehn Kilometer nordnordwestlich von  Gryfino (Greifenhagen). 

## Geschichte
Um 1779 hatte Schillersdorf acht Vollbauern, ein Vorwerk, eine Wassermühle, die der Müller erblich besaß, eine Schmiede und insgesamt 24 Feuerstellen (Haushaltungen); das Allodialgut war nach mehreren Besitzerwechseln durch ein väterliches Testament vom 1. Oktober 1766 an die Stettiner Kaufmannstochter Charlotte Louisa Olssen gekommen, die 1773 den Königl. Kriegs- und Domänenrat Valentin Ludwig Protzen ehelichte.
Im Jahr 1945 gehörte Schillersdorf zum Landkreis Randow im Regierungsbezirk Stettin in der preußischen Provinz Pommern des Deutschen Reichs. Schillersdorf war dem Amtsbezirk Schöningen
zugeordnet
Gegen Ende des Zweiten Weltkriegs wurde die Region von der Roten Armee besetzt. Nach Kriegsende wurde Schillersdorf zusammen mit Stettin und Hinterpommern – mit Ausnahme militärischer Sperrgebiete – seitens der sowjetischen Besatzungsmacht der Volksrepublik Polen zur Verwaltung unterstellt. Allmählich begann danach die Zuwanderung von Polen. Schillersdorf wurde in  „Moczył“ umbenannt. In der Folgezeit wurde die einheimische Bevölkerung von der polnischen Administration aus der Region vertrieben.

## Kirche
Bis 1945 bestand in Schillersdorf eine evangelische Kirche. Zur Pfarrgemeinde gehörten neben dem Dorf Schillersdorf auch die Nachbardörfer Kolbitzow und Schöningen.
Von 1933 bis 1939 war hier Kurt Meschke Pfarrer. Er war 1933 in Danzig als Pfarrer entlassen worden, weil seine Ehefrau jüdischer Herkunft war. Hier in dem verhältnismäßig abgelegenen Dorf der Kirchenprovinz Pommern erhielt er zum 1. Dezember 1933 eine neue Stelle. Unter dem Druck der Judenverfolgung emigrierte das Pfarrerehepaar mit Kindern im Februar 1939 nach Schweden.